# Pro-Fit
有限會社Pro-Fit（日语：有限会社プロ·フィット）是日本一家總部位於東京都中野區本町的聲優經紀公司。2003年11月4日成立。

## 概要
此公司由曾任I'm Enterprise經理的谷村誠於2003年11月設立。
2004年4月設立Pro-Fit聲優養成所，其後設立演員事務所ASSEMBLE HEART。此外音響監督鹽屋翼加入Pro-Fit，並設立音效製作部門SOUND WING。
2014年1月，總部從東京都中野區東中野1-45-5日之出大樓B-102號室轉移至現址。

### 事業廢止
2021年11月4日，宣布Pro-Fit將於2022年3月底關閉，而所有的人員將在次年2022年1月到3月轉移至其它的經紀公司或加入全新的經紀公司。Pro-Fit代表谷村誠說明歇業的理由「因為未來幾年我們將無法執行作為生產製片基礎的『有負責任的經營』。為了不涉及這幾年來所屬的聲優」。此外，作為子公司存在的LINK PLAN和ASSEMBLE HEART的處理方式尚未公佈。
業務廢止前夕，所屬的聲優岡本信彥宣布與經紀人及其他一些工作人員、相關人員將成立另一個全新的經紀公司接受新人（包括正在培訓學校學習中的人），兩家公司將以商業聯盟的形式合作，他說他將會和音效製作公司SOUND WING建立友好的關係。之後，2021年12月15日該經紀公司的官方網站發表了岡本和經紀人宣布成立兩個事務所一體化構想的消息，成立新的經紀公司株式會社Raccoon Dog，包含岡本在內共34人將在2022年4月1日加入Raccoon Dog。
同時，第一次公佈了將在2022年1月有5名聲優將轉移至外部經紀公司，同年2月1日，所有所屬的聲優轉移目的地已確定。
2022年3月底公司正式結業，原址將由其他公司部門使用。

## 業務取消發佈當時的所屬聲優
下面是截至2021年11月宣布取消管理業務時所屬的聲優。未標記者為2022年4月1日起加入Raccoon Dog的聲優。

### 男性
- 石川界人 ⇒ 2022年2月1日轉移至Stay Luck[9]
- 石谷春貴 ⇒ 2022年1月1日轉移至大澤事務所。
- 岡本信彦（Raccoon Dog代表董事）
- 小林康介
- 杉崎亮（日语：杉崎亮）
- 相馬康一
- 高橋伸也
- 堀江瞬
- 增岡太郎（日语：増岡太郎）
- 峰健一

準所屬
- 關幸司（日语：関幸司）
- 泰斗 ⇒ 2022年1月1日轉移至大澤事務所。
- 渡邊紘 ⇒ 2022年1月5日轉移至Kenyu Office（準所屬）。

僅聲優活動
- 鹽屋翼

預留
- 川田祐（日语：川田祐）
- 桐明衝（日语：桐明衝）
- 津田拓也（日语：津田拓也 (声優)）
- 松岡洋平

### 女性
- 石上靜香 ⇒ 2022年1月1日轉移至大澤事務所。
- 石見舞菜香
- 岡田幸子
- 鬼頭明里
- 高森奈津美
- 長妻樹里
- 中根久美子
- 長谷川育美
- 羽月理惠
- 菲魯茲·藍
- 升望
- 三宅麻理惠
- 森澤芙美（日语：森沢芙美）
- 悠木碧 ⇒ 2022年1月1日轉移至青二Production。

準所屬
- 高柳知葉
- 首藤志奈

僅聲優活動
- 小森真奈美

預留
- 飯田光
- 大島美
- 酒井美沙乃
- 田中那實
- 真中桂子（日语：真中桂子）
- 美朱音 ⇒ 2022年4月1日成為自由身 ⇒ 同年5月6日準所屬Crocodile。
- 菱川花菜

## 過往所屬的主要聲優
2021年11月至2022年3月底移籍、退所者詳見上面。
已轉往ASSEMBLE HEART者詳見下面。

### 男性
- 岸本和也（日语：岸本和也）
- 小泉豐
- 近藤隆幸（自由職業）
- 白石稔（現所屬：GadgetLink（日语：ガジェットリンク））
- 神野祐希（日语：神野祐希）（移籍GadgetLink之後引退）
- 中村靖之介（日语：中村靖之介）
- 西野真人（日语：西野真人）
- 原一夫（日语：原一夫）
- 福井信介（日语：福井信介）
- 貝特·有理·黑崎（日语：[[:ja:ベーテ・有理・黒崎]|]]）
- 矢薙直樹（現所屬：FreeMarch（日语：フリーマーチ）代表、Artistcrew）

### 女性
- 阿部加奈江（日语：阿部加奈江）
- 奧原·卡崔娜·愛（日语：奥原カテリーナ愛）
- 柏木美優（日语：柏木美優）（現所屬：Z creative AGENT OFFICE）
- 茅野愛衣（現所屬：大澤事務所）[10]
- 嘉山未紗（現所屬：ASOBISYSTEM）
- 菅野仁美（日语：かんのひとみ）（現所屬：Office PSC（日语：オフィスPSC））
- 木村悠（現所屬：Herring Bone（日语：ヘリンボーン））
- 近野真昼（日语：近野真昼）
- 櫻川惠（現所屬：S（日语：S (企業)））
- 田中涼子（自由職業）
- 谷古美玲（日语：谷古美玲）
- 步美（現所屬：Mausu Promotion）
- 永見遙香（日语：永見はるか）
- 春瀨夏實（現所屬：Mausu Promotion）
- 水瀨沙季（日语：水瀬沙季）
- 結下美智留（自由職業）

## LINK PLAN
株式會社LINK PLAN（日语：株式會社リンク·プラン）是日本一家位於東京都新宿區若葉的聲優經紀公司。有限會社Pro-Fit的子公司。
2014年5月4日，官方網站開張。

### 所屬聲優
男性
- 中田祐矢（預留）
- 中山祥德（預留）
- 下田健太郎（預留）

女性
- 大西亞玖璃
- 高尾奏音
- 竹達彩奈[12]
- 山田美鈴 （預留）

### 過往所屬的主要聲優（LINK PLAN）
- 尼子絢那（現所屬：Mausu Promotion）
- 內田秀（現所屬：Just Production）
- 大森日雅（現所屬：Across Entertainment）
- 相良茉優（現所屬：Digital Double）
- 木瞳（現所屬：東京俳優生活協同組合）
- 佐藤巧（日语：佐藤巧 (声優)）（移籍minoris （页面存档备份，存于）之後引退）
- 下鶴直幸（日语：下鶴直幸）（現所屬：Rush Style）
- 早瀨莉花（現所屬：WITH LINE）
- 山本亞衣（日语：山本亜衣）（現所屬：amuleto）
- 青山櫻子（自由職業、ReafsAct與業務提攜）
- 戶松優樹菜

## ASSEMBLE HEART
ASSEMBLE HEART株式會社（日语：アセンブルハート株式会社）是日本一家位於東京都新宿區四谷的聲優經紀公司。有限會社Pro-Fit的子公司。
初期成員來自Pro-Fit。公司化之後與Pro-Fit為事業合作關係。

### 所屬聲優
粗體字為前Pro-Fit所屬者。

#### 男性
- 折笠大介
- 金子大悟
- 高瀨宗一郎
- 武田直哉
- 谷間聖司
- 口宏澄
- 平野智也
- 松尾征壽

#### 女性
- 有島明日香
- 乙守佑莉
- 阪惠南
- 清水里奈
- 高星莉子
- 中井理賀
- 淵上美生
- 星野綾乃
- 萬葉綠
- 美波香里
- 三原梢
- 吉田梓

### 過往所屬的主要聲優（ASSEMBLE HEART）
- 門脇菫（日语：門脇すみれ）（自由職業）
- 竹達彩奈（現所屬：LINK PLAN）
- 月本皇子（日语：月本こうこ）（現所屬：Artistcrew（日语：アーティストクルー））
- 宮崎敦巳（日语：宮崎敦巳）

## KOEBURO
- ，是Pro-Fit的所屬聲優與株式會社Marine ENTERTAINMENT（日语：マリン・エンタテインメント）共同企劃的「聲音部落格」。簡稱。2013年3月15日起每週更新。每次錄製時間都不同（最長約4分鐘，最短是4分鐘以下（截至2013年9月））。2013年12月結束更新。

- 個人的部落格則是用語錄音方式更新。
- 截至2013年9月，Pro-Fit演出者一覧。
  - 石川界人
  - 岡本信彥
  - 茅野愛衣
  - 高森奈津美
  - 悠木碧

## 外部連結
- 有限會社Pro-Fit公式官網 （页面存档备份，存于） （日語）
- Pro-Fit聲優養成所公式官網 （页面存档备份，存于） （日語）
- 株式會社SOUND WING公式官網 （页面存档备份，存于） （日語）
- 株式會社LINK PLAN公式官網 （页面存档备份，存于） （日語）
- ASSEMBLE HEART株式會社公式官網 （页面存档备份，存于） （日語）
- （日語）[]